# Canzone (Don Backy)
Canzone è un brano musicale composto da Don Backy e Detto Mariano, terzo classificato al Festival di Sanremo 1968 nell'interpretazione di Milva ed Adriano Celentano.

## Il brano
Il testo narra di un amore finito, dove, quando uno dei due se ne va, l'altro che rimane soffre.

## 45 giri
Dopo il Festival fu pubblicato su 45 giri sia dagli interpreti della manifestazione sia dal coautore Don Backy.

## Storia del brano
Per una diatriba tra Celentano e Don Backy, la canzone rischiò di non andare al Festival. Per quella lite il cantautore toscano non partecipò alla manifestazione, ed al suo posto il brano fu eseguito proprio da Celentano.

### Classifica annuale[1]
| Classifica (1968) | Posizione | Artista           |
| ----------------- | --------- | ----------------- |
| Italia            | 25        | Don Backy         |
| Italia            | 38        | Adriano Celentano |
| Italia            |           | Milva             |